# りゅうぎんディーシー
株式会社りゅうぎんディーシー（英: Ryugin Diamond Credit Card Co.,Ltd.）は、琉球銀行の子会社であり、DCカードのフランチャイジーである。同行の顧客基盤を基に主に沖縄県内でDCカードの発行、加盟店の獲得を行っている。